# ジョエル・E・スピンガーン
ジョエル・イライアス・スピンガーン (Joel Elias Spingarn, 1875年5月17日 - 1939年7月26日)は、アメリカ合衆国の教育者、文芸評論家。

## 生涯
ニューヨーク生まれ。1899年から1911年まで、コロンビア大学で文芸評論の教授を務め、1919年、出版社のハーコート・ブレイス・アンド・カンパニーの共同創立者となった。
スピンガーンは、W・E・B・デュボイス（ハーバード大学在学中から知っていた）とブッカー・T・ワシントンの支持者との間の争議を解決するのを助けたリベラル派の実力者で、最終的に全米黒人地位向上協会（NAACP）の創立を通して統一された黒人運動の実現を助けた。スピンガーンは、最初のNAACPのユダヤ人指導者のひとりであり、その副会長で、1913年まで委員会の議長であった。
1913年、年に一度優れた業績を示したアフリカ系アメリカ人に授与するスピンガーン・メダルを創設した。スピンガーンは1920年代の強烈な黒人の文芸活動の時代であったハーレム・ルネサンスの間、アフリカ系アメリカ人作家の仕事を励ました。
スピンガーンはスローガンとなる言葉（「私には夢がある…統一された黒人人口の」）を話し、それはマーティン・ルーサー・キング・ジュニアの1963年のワシントン大行進における有名な「I Have a Dream」のスピーチの予兆となった。
ワシントンD.C.にあるスピンガーン高校は、彼の名前にちなむ。